# テオフィル＝ジュール・ペルーズ

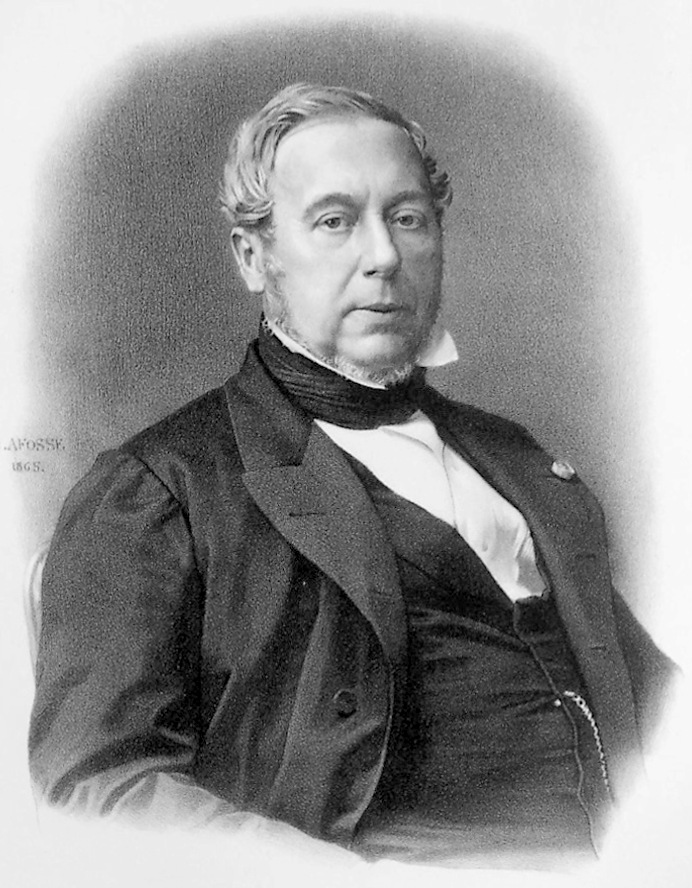
Théophile-Jules Pelouze

テオフィル＝ジュール・ペルーズ（Theophile-Jules PelouzeまたはJules Pelouze、Theophile Pelouze、 Theo Pelouze、1807年2月26日 - 1867年5月31日）は、フランスの化学者である。

## 生涯
ヴァローニュに生まれた。父親のEdmond Pelouzeも化学エンジニアでいくつかの技術書の著者である。ラ・フェールの薬局でしばらく働いた後、1827年から1829年の間はゲイ＝リュサックとラセーニュの実験助手を務めた。1830年にリールで化学の准教授になるが、翌年パリに戻り、エコール・ポリテクニークの実験指導員(repetiteur)になり、その後教授となった。コレージュ・ド・フランスの化学の教授や通貨委員会の会長も務めた。
1851年のナポレオン3世によるクーデターの後、公職を失うが、1846年に自らが、設立した化学研究所の運営を続けた。研究所では爆薬の研究を行い、ここで学んだ化学者のアスカニオ・ソブレロはニトログリセリンを発見し、アルフレッド・ノーベルはダイナマイトなどの爆発物を開発した。
いくつかの元素の原子量の決定を行い、E. Fremyと共著で『一般化学論』(Traité de chimie générale (1847-1850))、 『化学抄録』（Abrégé de chimie (1848))、『化学の一般概念』(Notions générales de chimie (1853))などの著書がある。